# Archipetalia
Archipetalia es género de odonatos anisópteros que posee una única especie Archipetalia auriculata, endémica de Tasmania (Australia). La base de datos del gobierno Australiano, actualizada en 1999, pone en evidencia que era considerado una familia por sí misma, pero en realidad aún hay cierto debate.
Su distribución da cuenta de los Odonata de Gondwana, y es una de las bases de la biogeografía, puesto los otros dos géneros de esta familia son endémicos de Chile y Argentina.
Este debate viene de cuando Tillyard[cita requerida] la colectó y clasificó. Luego Houston & Watson (1988)[cita requerida] la clasificaron dentro de Neopetaliidae, al igual que muchas de las especies de Austropetaliidae, para que luego Watson(1991)[cita requerida] lo rectificara. Carle (1996)[cita requerida] la propuso como una subfamilia de Austropetaliidae, pero Lohmann (1996)[cita requerida] la propuso como una familia monotípica con una sola especie. Luego el equipo Misof, Rickert, Buckley, fleck y Sauer(2001),[cita requerida] harían un estudio filogenético de Anisoptera que daría cuenta de muchas relaciones dentro de grupo.